# Paul Allen
Paul Gardner Allen (Seattle, 21 gennaio 1953 – Seattle, 15 ottobre 2018) è stato un informatico statunitense.
È stato il fondatore della Microsoft, insieme a Bill Gates. Nel novembre del 2000 abbandonò ogni incarico direttivo nella Microsoft e si dimise dal consiglio di amministrazione, pur restando un forte azionista della società.

## Biografia e carriera

### I primi anni
Paul Allen Gardner nacque a Seattle, Washington, dai genitori Kenneth S. Allen, bibliotecario dell'Università del Washington e Faye G. Allen, insegnante. Frequentò a Seattle la Lakeside School, una scuola privata dove conobbe Bill Gates, due anni più giovane di lui che condivideva la sua stessa passione per i computer.
Nel 1969 con Gates e altri ragazzi fondò un'azienda che, per un anno, testò apparecchiature della ditta Computer Center Corporation, principalmente per poter avere accesso a computer, "non per guadagnare". Mentre più tardi Gates si iscriveva all'università Harvard, Allen si iscriveva all'università pubblica di Washington. Dopo aver abbandonato gli studi, insieme fondarono nel 1975 la Micro-Soft.

### Microsoft
Microsoft (inizialmente "Micro-Soft") fu fondata ad Albuquerque, nel Nuovo Messico, commercializzando inizialmente un BASIC che funzionava su computer Altair 8800 basati sull'Intel 8080. Nel 1980 la Microsoft aveva promesso di consegnare all'IBM un sistema operativo (DOS), ma non avendolo ancora sviluppato per i processori Intel basati su 8088 dei PC IBM, Allen siglò un accordo per acquistare la licenza del Quick and Dirty Operating System (QDOS) scritto da Tim Paterson che, al momento, lavorava presso Seattle Computer Products. Il QDOS costò complessivamente 75 000 dollari ma, grazie a questa operazione, Microsoft fu in grado di ottenere un contratto di fornitura del DOS per la linea di PC IBM. Questo contratto con IBM è stato lo spartiacque nella storia di Microsoft che ha portato alla favolosa ricchezza di Gates e Allen. A 29 anni, a Paul fu diagnosticato un linfoma di Hodgkin, e fu pertanto costretto ad allontanarsi dalla società per potersi curare.

#### Non solo Microsoft
Presi due anni sabbatici da Microsoft, fondò la propria ditta di software, la Asymetrix. Nel 1990 tornò alla Microsoft come dirigente e nello stesso anno fondò Vulcan Ventures, una società a fondi di rischio specializzati in servizi di connettività via cavo a banda larga. Nel 2000 si dimise da Microsoft vendendo 69 milioni di azioni ma detenendone 138 milioni, pari all'8% circa, conservando un posto come consulente.
Partecipò a investimenti multimiliardari tra cui Kiha Software, patrimoni immobiliari, e più di 40 altre compagnie tecnologiche. Divenne proprietario di diverse squadre sportive professionali: i Seattle Seahawks della National Football League (NFL), i Portland Trail Blazers della NBA e il Seattle Sounders FC che incominciò a giocare nella stagione 2009 nella Major League Soccer (MLS).

### Registrazione di brevetti
Nel 1992 Allen e David Liddle fondarono la Interval Research Corporation con base nella Silicon Valley, un incubatore di nuove imprese sciolto nel 2000 dopo aver registrato ben 300 brevetti, 4 dei quali furono oggetto di violazione nell'agosto 2010. Vennero citate in giudizio aziende come: AOL, Apple, eBay, Facebook, Google, Netflix, Office Depot, OfficeMax, Staples, Yahoo! e YouTube.

### Morte
A causa di complicanze dovute al linfoma di Hodgkin, Allen muore a Seattle il 15 ottobre 2018 all'età di 65 anni.

## Patrimonio
Secondo Forbes, Paul Allen era la 51ª persona più ricca al mondo con circa 17,5 miliardi di dollari ma la stessa rivista all'inizio della crisi finanziaria globale 2008-2009 lo collocava al 12º posto con 16 miliardi di dollari. Il 15 luglio 2010 Allen dichiarò che avrebbe donato gran parte della sua fortuna per scopi umanitari, a seguito di un recente invito del suo ex socio Bill Gates.
Possedeva inoltre due yacht, Octopus e Tatoosh.

## Filantropia
Contribuì a organizzazioni collegate ai servizi sanitari umani, e per promuovere il progresso della scienza e della tecnologia. La Paul G. Allen Family Foundation venne fondata nel 1986 per amministrare la maggior parte delle sue donazioni. Circa il 60% del denaro va a Seattle e in tutto lo stato di Washington, il 12% a Portland (Oregon). Il restante 28% viene distribuito nelle altre città del nord-ovest del Pacifico. Allen, a partire dal 2007, ha donato circa 900 milioni di dollari. È stato il maggior sostenitore, con 14 milioni di dollari, dell'omonima fondazione "Paul G. Allen Center for Computer Science & Engineering". Nel corso degli anni, Allen, ha contribuito con milioni di dollari all'University of Washington Medical School. Ha fondato inoltre l'Institute for Brain Science Allen nel 2003, società senza scopo di lucro, con Jo Allen Patton, sorella di Paul. Tra i traguardi eccellenti del Brain Science Allen Institute rientra l'Allen Mouse Brain Atlas, che mira a mappare l'espressione genetica nell'intero cervello del topo.

## Altre attività

### SpaceShipOne
SpaceShipOne è un'iniziativa finanziata da Paul G. Allen e progettata dal famoso ingegnere aerospaziale Burt Rutan e dal suo team di Scaled Composites di Mojave, in California, SpaceShipOne fa presagire un nuovo futuro per i viaggi indipendenti nello spazio. Il 21 giugno 2004 a Mojave, lo SpaceShipOne entra nella storia diventando il primo veicolo spaziale costruito da privati per raggiungere lo spazio sub-orbitale.

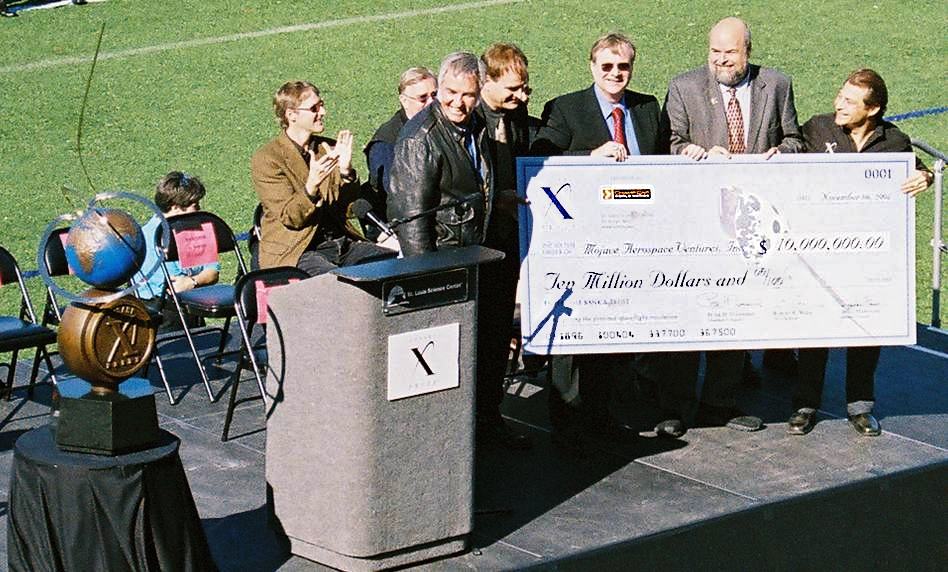
Ansari X-Prize

Pochi mesi dopo, il pilota Mike Melvill il 29 settembre e Brian Binnie il 4 ottobre conseguono con successo il viaggio due volte in cinque giorni, e, per questo motivo, si è aggiudicato un premio di 10 milioni di dollari vincendo l'Ansari X-Prize. La X Prize è stata fondata dopo il viaggio di Charles Lindbergh, la persona che per la prima volta ha intrapreso un volo attraverso l'Atlantico nel 1927, aggiudicandosi un premio di 25 000 dollari.

### Esperienza musicale
Lasciata la Microsoft, Allen decide di iniziare una nuova vita, realizzando così i suoi sogni nel cassetto, suonando la chitarra insieme ai vecchi compagni di gioventù. Decide infatti di lanciarsi nel mondo discografico e incidere con il suo gruppo "Grown men" un album di musica rock acquistabile esclusivamente su internet. Costruisce a Seattle, per la somma di 270 milioni di euro l'Experience Music Project, un gigantesco museo dedicato interamente al suo idolo: Jimi Hendrix.

### A caccia di extraterrestri
Donò una cospicua somma di denaro al Seti Institute il centro di ricerca voluto da Carl Sagan, dedicato alla ricerca di vita intelligente nell'universo attraverso l'ascolto di segnali radio.